# Верхоломов
Верхоломов — хутор в Зимовниковском районе Ростовской области.
Входит в состав Верхнесеребряковского сельского поселения.

## География

### Улицы
- ул. Молодёжная
- ул. Октябрьская
- ул. Степная
- ул. Школьная

## История
Хутор Верхоломов основан паном по фамилии Верхоломов, на берегу реки Сал. На данный период очень хорошо видны черты селения бывших построек, первые поселенцы хутора были уроженцы Харьковской, Луганской и Воронежской областей.  
В 1922 году жители были вынуждены переселиться на территорию, не подлежащую затоплению, в пределах от  реки Сал. Этот хутор расстроился с востока на запад. Первые поселенцы, основатели хутора, были Полтавцевы (8 семей), Коваленко (4 семьи), Лещенко, Турченко, Череповские, Сайко, Кибитские, Бондаревы, Масловские, Гаплыковы, Лунякины, Тюрины, Мамченко, Рыбалкины. Приусадебные участки для постройки жилья и ведения хозяйства выделялись по ? метров в ширину и 100 метров в длину, в пределах 50 соток, застройка хутора начиналась с восточной стороны. Подворья располагались  по кланам, то есть родственники с родственниками. На западной части была свободная территория, и жителей, которые заселяли ее, называли “Голерка” так как они были малоимущими. 
В 1920-х годах была коллективизация и из личных хозяйств хозяйственный  инвентарь, скот, подводы переданы в общину. Перед Великой Отечественной войной был создан колхоз, председателем которого был участник гражданской войны Коротков Петр Иванович 1892 года рождения и умер в 1985 году, имел награды Гражданской войны, с которыми и похоронен. В период оккупации территории Ростовской области  председатель Колхоза  П. И. Коротков эвакуировался со скотом колхоза за реку Волгу. Верхоломов находился под немецко-фашистскими оккупантами с лета 1942 по январь 1943 года, после освобождения нашей территории, колхоз  продолжил свою работу. Колхоз назывался “Ударный труд”, позже был переименован в колхоз “Калинина”, 5 января 1958 года был преобразован Совхоз “Калинина” во второе отделение Совхоза “Верхне-Cеребряковский” ( протокол № 14 заседания комиссии).
В июне 1972 года была реорганизация и  на базе второго отделения овцесовхоза “Верхне-Cеребряковский” была создана “Машинно-Животноводческая станция” для выращивания и реализации семенников однолетних и многолетних трав. Директором хозяйства назначили участника Великой Отечественной войны Бондарева Николая Ильича, проработавшего до марта 1985 года. На основании приказа Министерства сельского хозяйства № 901 от 23.12.1983 года Машинно-животноводческая станция (МЖС) была преобразована в совхоз «Октябрь».
С 1985 года в течение 17 лет совхозом руководил Колесник Валерий Антонович. С 1972 по 1990 года велось строительство производственных объектов  и жилья для жителей хутора Верхоломов, в этот период он расстроился за счет капитальных вложений Машино-животноводческой станции и совхоза «Октябрь». На основании Постановления Главы администрации Зимовниковского района № 282 от 03.11.1992 г. с/з «Октябрь» преобразован в ТОО агрофирма «Верхоломовская». На основании решения администрации Зимовниковского района свидетельство  № 612 от 07.12.1998 г. и по настоящее время агрофирма «Верхоломовская» преобразована в СПК «Верхоломовский».
В 2003 году руководителем СПК «Верхоломовский» Будянский Виктор Николаевич. В конце 1980-х годов был установлен памятник в хуторском парке братьями Лещенковыми из Москвы и Таганрога 58 воинам, не вернувшимся с Великой Отечественной войны. Благоустройство памятника произвели внуки Гаплыкова, погибшего в годы войны.
На кладбище Верхоломова установлен памятник погибшим солдатам, освобождавших наш хутор. Каждый год, 9 мая у памятника в парке и на кладбище возлагаются венки погибшим воинам.
Из Верхоломова были призваны в ограниченный контингент Советских войск в Афганистане, в количестве 5 человек: Мамченко Е. И., Данилейко А. В., Полтавцев Н. Б., Ермоленко Э. В. и Коротков С. Е., за участие в боевых операциях воины-Афганцы награждены орденами и медалями, в том числе, медалями за отвагу.
В хуторе есть Верхоломовская общеобразовательная средняя школа, построенная в 1989 году, первым директором была Хаирова Анна Александровна, долгое время директором школы был Череднеченко Григорий Петрович, сейчас педагогический коллектив возглавляет Новикова Ольга Олеговна.

## Население
| 2010 |
| ---- |
| 435  |